# Argas reflexus
Argas reflexus, también conocida como garrapata de la paloma, es una especie de garrapata del género Argas, familia Argasidae. 
Las hembras de esta especie miden aproximadamente 6,5-10 milímetros, los machos 5-7,5 mm y las ninfas 3,5-6,5 mm. Parasita casi todo tipo de aves y se distribuye por la región eurosiberiana. Se le considera el «ectoparásito más común en las áreas urbanas de Europa central y occidental».